# Chetone suprema
Chetone suprema là một loài bướm đêm thuộc phân họ Arctiinae, họ Erebidae.